# Élections fédérales canadiennes de 1878
L'élection fédérale canadienne de 1878 se déroule le 17 septembre 1878 dans le but d'élire les députés de la 4e législature à la Chambre des communes du Canada. Il s'agit de la 4e élection générale depuis la confédération canadienne en 1867. Il a pour résultat la fin du gouvernement libéral d'Alexander Mackenzie après seulement un mandat. Le Canada avait subi une récession pendant que Mackenzie était au pouvoir, et il est puni en conséquence par les électeurs. La politique de libre-échange avec les États-Unis leur enlève également des appuis dans les communautés d'affaires de Toronto et Montréal.
Sir John A. Macdonald et son Parti conservateur du Canada sont reconduits au pouvoir après avoir été défaits cinq ans auparavant à la suite d'un scandale lié à la construction du Chemin de fer Canadien Pacifique

## Résultats

### Pays
|                                                                                 |                           |                     |                |        |        |          |         |         |         |
| Parti                                                                           | Parti                     | Chef                | # de candidats | Sièges | Sièges | Sièges   | Voix    | Voix    | Voix    |
| Parti                                                                           | Parti                     | Chef                | # de candidats | 1874   | Élus   | Diff.    | #       | %       | Diff.   |
|                                                                                 | Conservateur              | John A. Macdonald   | 101            | 38     | 85     | +118,4 % | 143 192 | 26,28 % | +7,80 % |
|                                                                                 | Libéral-conservateur      | John A. Macdonald   | 60             | 26     | 49     | +76,9 %  | 85 999  | 15,78 % | +3,50 % |
|                                                                                 | Libéral                   | Alexander Mackenzie | 121            | 126    | 63     | -54,8 %  | 180 074 | 33,05 % | -7,74 % |
|                                                                                 | Indépendant               |                     | 11             | 4      | 5      | +25 %    | 14 783  | 2,71 %  | -0,48 % |
|                                                                                 | Conservateur indépendant  |                     | 2              | 2      | 2      | -        | 1 001   | 0,18 %  | -0,76 % |
|                                                                                 | Inconnu                   |                     | 117            | -      |        |          | 114 043 | 20,93 % | -1,93 % |
|                                                                                 | Libéral indépendant       |                     | 4              | 1      | 1      | +100 %   | 5 388   | 0,99 %  | -       |
|                                                                                 | Nationaliste-conservateur |                     | 1              | *      | 1      | *        | 401     | 0,07 %  | *       |
| Total                                                                           | Total                     | Total               | 417            | 197    | 206    | +3,6 %   |         | 100,0 % | -       |
| Sources : http://www.elections.ca — Historique des circonscriptions depuis 1867 |                           |                     |                |        |        |          |         |         |         |

Note :
* Le parti n'a pas présenté de candidats lors de l'élection précédente
Acclamations :
Les députés suivants ont été élus sans opposition :
- Colombie-Britannique : 1 conservateur, 1 libéral-conservateur
- Manitoba : 2 conservateur, 1 libéral-conservateur
- Québec : 1 conservateur, 2 libéral-conservateurs, 1 libéral
- Nouveau-Brunswick : 1 libéral, 1 indépendant

### Par province
| Parti        | Parti                     | Parti        | C-B  | MB   | ON   | QC   | N-B  | N-É  | Î-P-E | Total |
| ------------ | ------------------------- | ------------ | ---- | ---- | ---- | ---- | ---- | ---- | ----- | ----- |
|              | Conservateur              | Sièges       | 1    | 2    | 37   | 33   | 1    | 8    | 3     | 85    |
|              | Conservateur              | Voix (%)     | -    | 49,6 | 25,5 | 35,0 | 5,9  | 21,7 | 31,6  | 26,3  |
|              | Libéral-conservateur      | Sièges       | 2    | 1    | 23   | 12   | 3    | 6    | 2     | 49    |
|              | Libéral-conservateur      | Voix (%)     | 39,6 | -    | 15,8 | 13,2 | 14,3 | 22,7 | 12,0  | 15,8  |
|              | Libéral                   | Sièges       | 2    |      | 27   | 17   | 9    | 7    | 1     | 63    |
|              | Libéral                   | Voix (%)     | -    |      | 36,3 | 21,7 | 48,2 | 34,9 | 37,2  | 33,1  |
|              | Indépendant               | Sièges       | 1    |      | 1    | 1    | 2    | -    |       | 5     |
|              | Indépendant               | Voix (%)     | 12,2 |      | 1,5  | 1,6  | 13,1 | 4,3  |       | 2,7   |
|              | Conservateur indépendant  | Sièges       |      | 1    |      | 1    |      |      |       | 2     |
|              | Conservateur indépendant  | Voix (%)     |      | 50,4 |      | 0,7  |      |      |       | 0,2   |
|              | Inconnu                   | Sièges       |      |      |      |      |      |      |       |       |
|              | Inconnu                   | Voix (%)     | 48,2 |      | 19,9 | 27,4 | 14,8 | 14,7 | 19,3  | 20,9  |
|              | Libéral indépendant       | Sièges       |      |      |      |      | 1    | -    |       | 1     |
|              | Libéral indépendant       | Voix (%)     |      |      | 1,0  |      | 3,7  | 1,7  |       | 1,0   |
|              | Nationaliste-conservateur | Sièges       |      |      |      | 1    |      | -    |       | 1     |
|              | Nationaliste-conservateur | Voix (%)     |      |      |      | 0,3  |      |      |       | 0,1   |
| Total sièges | Total sièges              | Total sièges | 6    | 4    | 88   | 65   | 16   | 21   | 6     | 206   |